# Elasmus meteori
Elasmus meteori är en stekelart som beskrevs av William Harris Ashmead 1898. Elasmus meteori ingår i släktet Elasmus och familjen finglanssteklar. Inga underarter finns listade i Catalogue of Life.